# イシコ
イシコ（いしこ、ishiko、本名：石原 英一（いしはら ひでかず）、1968年6月20日 - ）は岐阜県出身のエッセイスト、旅行作家、パフォーマンスアーティスト、政治家、男性。

## 経歴
- 岐阜県生まれ。
- 大垣市安八郡安八町組合立東安中学校卒業[1]。
- 岐阜県立大垣北高等学校卒業[2]。
- 静岡大学理学部数学科卒業後、地元・岐阜の教員採用試験に落ちて上京。映画制作会社に入るが半年で倒産。その後、浅草サンバカーニバルの広報、イベントディレクター、俳優などいろいろな職を転々とした後、某大手ファーストフード店のキャラクターになり、年に100日ほど子供向けのショーで全国を回る生活を10年近く続けた[3]。
- 女性ファッション誌編集長、WEBマガジン編集長を経て、2003年から2007年まで5年間限定のホワイトマンプロジェクト設立。ホワイトマンとはゆるゆるの21世紀型プロジェクト[4]。国内外問わず50名近いメンバーが顔を白塗りにすることでさまざまなボーダーを取り払い、ショーや写真を使った表現活動、環境教育などのパフォーマンスアートを行い、話題になる。
- 2003年（有）ホワイトマンプロジェクト設立[5]。
- 2004年青山円形劇場にて6日間で50コンテンツを繰り出す実験的なショーを行う[6]。
- 2005年スパイラルガーデンにて架空の旅行会社というスタイルのアートプロジェクト出展[7]。
- 2005年映画スーパーサイズ・ミーの日本公開の際、プロモーションの一環として、1ヶ月90食寿司を食べ続ける様子を綴ったブログが話題になる[8]。監督・出演のモーガン・スパーロックが激励のコメントビデオを発表した[9]。
- 2006年丸の内朝大学のナビゲーター[10]や北杜市の「日本一の朝プロジェクト」の朝マイスター[11]を務めるなど朝活の先駆者として注目される[12]。
- この頃から、エッセイストとしての活動が盛んになり、モノ・マガジン、散歩の達人、veritaなど雑誌やWEBに多くの連載を持つようになる。
- 2008年世界一都市一週間のペースで旅をするプロジェクト「セカイサンポ」で、SKYWARD、SANKEI EXPRESS、nakata.netなど、雑誌、新聞、WEBと様々な媒体に連載を持ちながら世界一周。世界の美容室で髪を切り、世界の劇場や映画館に通うなど通常の世界一周とは違った特異な体験を綴った連載エッセイも多い[13]。
- 2010年岐阜県安八町に移住。除草用にヤギを飼い始めたことから、ヤギプロジェクトを立ち上げ[14]、連載エッセイなどにヤギがよく登場するようになり[15]、遂にはヤギの写真を使った連載[16]までしていた。 J-WAVEのHELLO WORLDでDJ TAROは、ヤギのムーブメントを起こした男と紹介した。
- 2012年初の紀行エッセイ集「世界一周ひとりメシ」が発売になると数日後には売切れ書店続出で、1週間で増刷決定[17]。J-WAVEの東京REMIX族で中川翔子は「何度も読みたくなる」と絶賛[18]。「びくびく味わう姿が笑いを誘う」[19]、「旅をテーマにした書籍は数多いが、その中でもまれにみる消極的な旅本」[20]など、新聞や雑誌は、「消極的な旅行作家」と評した。
- 2014年Googleで検索されても出てこない商品を売ることを目指すECサイト[21]「THEJAPUNK」を立ち上げる。[22]
- 2018年「セカイサンポ」の日本版として日本一市町村一週間滞在型の旅をしながら様々な媒体で発表するプロジェクト「ニホンサンポ」開始[23]
- 2019年10月20日安八町議会議員選挙当選。10人の定数に対し13人が出馬し、初出馬、新人にしてトップ当選であった。[24] 11月1日就任[25]。

## 特徴・エピソード
- 「古本カタログ」（晶文社）の中に収録された初めて書いたエッセイが、広島県立大学の入試問題に出題された[26]。
- ホワイトマンは女性ファッション誌編集長時代、ゲストで出演したラジオの公開録音に遅刻した罰ゲームとして、ニューヨークのブルーマンの公演を白塗りで観に行った時に思いついた[27]。
- ホワイトマン時代、表参道界隈[28]で、「ホワイトマンカフェ」[29]や「ホワイトバール」[30]など期間限定のカフェやバーを開いていた。
- ホワイトマン「イシコ」で、クラシックカーレース「ミッレミリア」の日本版にレーサーとして参加していたことがある[31]。
- ボブルビー（スウェーデンのバッグメーカー）とホワイトマンのコラボ商品を作る[32]、PAIKAJI（沖縄のアパレルブランド）とJAPUNK（Made in JAPAN専門ECサイト）とイシコモデルのシャツを作る[33]など、アートディレクターの仕事をすることもある[34]。
- 海外の一人旅が多いにもかかわらず、日本語しか話すことができない。そのため、アルクがスポンサーになり、英語習得企画が組まれた[35]。
- カンヌ国際映画祭など世界の映画祭を旅人目線で楽しむブログ企画[36]では、文章だけではなく映像ブログも配信して話題になった[37]。
- 朝に関する活動も多く、丸の内朝大学で、朝7時スタートという早朝トークショーでナビゲーターを務めたこともあり[10]、散歩の達人やアルクに朝をテーマにした連載も持っていた[38]。
- 世界の公衆トイレ、公衆電話、郵便ポスト、ゴミ箱など、公共物の写真を撮り続けている[39]。
- 同じチェーン店だからこそ国柄を比較できると、初めて訪れる国では、たいていマクドナルドに立ち寄る[40]。
- 大道芸ができ[8]、子供ショーをしながら全国を渡り歩いていた時期がある[41]。
- 散歩感覚の徒歩旅行が多く、岐阜から東京まで歩いていくこともある[42]。よって、徒歩旅行、散歩にまつわるエッセイやブログが多い[43]。
- 岐阜県安八町の教育委員に選任されている[44]。
- 駄菓子の「うまい棒」が好きで[45]、海外の旅のトランクにまで詰めていったことがあり[46]、「うまい棒」をテーマに 北海道宗谷岬のコンビニから沖縄県喜屋武岬の駄菓子屋まで旅をしていたことがある。[47]
- 20代前半から交際しているヴォイストレーナーの女性と入籍はせず、事実婚状態。しかし、「僕は岐阜に住み、彼女は東京に住んでおり、長い期間、共同生活をしていないので事実婚とは呼べないらしい。よって、妻ではなくパートナーという呼び方をすることが多い」など、結婚について独特の考えを持っている。[48]

## 著作
- 『世界一周ひとりメシ』 幻冬舎文庫、2012
- 『ゆるばな-1分でゆるゆるになるイシコの話-』ホスピタリティバンク、電子書籍のみ、2013
- 『世界一周ひとりメシin JAPAN』 幻冬舎文庫、2014
- 『世界一周飲み歩き』 朝日文庫、2016
- 『人生がおもしろくなる！ぶらりバスの旅』幻冬舎文庫、2018

## 出演
ゲスト出演
- Kakiiin（TBSラジオ）、2008年1月22日-ゲスト[49]
- アポロン（TOKYO FM）、2013年9月5日-ゲスト[50]
- 安住紳一郎の日曜天国（TBSラジオ）、2014年9月7日-ゲスト[51]
- GRATITUDE（J-WAVE）、2014年9月30日-ゲスト[52]
- HELLO WORLD（J-WAVE）、2014年10月21日、THE INTERVEWスペシャル[53]
- J-WAVE TOKYO MORNING RADIO（J-WAVE）、2015年6月9日-ゲスト
- 東海北陸フレッシュ便　さらさらサラダ（NHK総合）、2015年12月4日-ゲスト
- GOLD RUSH（J-WAVE）、2016年8月12日-ゲスト[54]

レギュラー出演
- 東海北陸フレッシュ便 さらさらサラダ（NHK総合）、2016年4月 - （不定期）[55]